# National Women's Basketball League
La National Women's Basketball League, abbreviata in NWBL, fu una lega femminile di pallacanestro statunitense. Venne fondata nel 1997 come lega amatoriale. Diventò una lega professionistica nel 2001, disputando una stagione di due/tre mesi. La stagione cominciava a gennaio/febbraio e terminava a marzo/aprile, prima dei training camp della WNBA.
La lega cessò le operazioni prima della stagione 2007.

## Squadre
| Squadra               | Città         | Arena           | Stagioni  | Note |
| Atlanta Justice       | Atlanta       |                 | 2001-2002 | |
| Birmingham Power      | Birmingham    |                 | 2001-2005 | |
| Chicago Blaze         | Chicago       |                 | 2002-2005 | |
| Colorado Chill        | Loveland      |                 | 2004-2006 | |
| Dallas Fury           | Dallas        |                 | 2004-2005 | Trasferite da Knoxville prima della stagione 2004 Si trasferiscono a San Francisco dopo la stagione 2005 |
| Grand Rapids Blizzard | Grand Rapids  |                 | 2003      | |
| Houston Stealth       | Houston       |                 | 2002-2004 | |
| Kansas City Legacy    | Kansas City   |                 | 2001-2002 | Si trasferiscono a Knoxville dopo la stagione 2002                                                       |
| Lubbock Hawks         | Lubbock       |                 | 2005      | |
| Mobile Majesty        | Mobile        |                 | 2001      | |
| San Francisco Legacy  | San Francisco |                 | 2006      | Trasferite da Dallas prima della stagione 2006                                                           |
| San Diego Siege       | San Diego     |                 | 2006      | |
| San Jose Spiders      | San Jose      |                 | 2005-2006 | |
| Springfield Spirit    | Springfield   | De Anza College | 2002-2004 | |
| Tennessee Fury        | Knoxville     |                 | 2003      | Trasferite da Kansas City prima della stagione 2003 Si trasferiscono a Dallas dopo la stagione 2003      |

## Albo d'oro
- 2001 -  Atlanta Justice
- 2002 -  Houston Stealth
- 2003 -  Houston Stealth
- 2004 -  Dallas Fury
- 2005 -  Colorado Chill
- 2006 -  Colorado Chill